# Средно училище „Христо Ботев“ (Камено)
Средно училище „Христо Ботев“ е гимназия в град Камено, област Бургас. Създадена е през 1875 г. Патрон на училището е Христо Ботев. То е разположено на ул. „Христо Ботев“ № 46. Към 2024 г. директор на училището е Румяна Сотирова.

## История
Училището е правоприемник на първото училище в Камено. То е открито през 1875 г. в сградата на дюкяна на гръцкия чифликчия Зафирополу, където се е изучавала гръцка граматика. От учебната 1886/1887 година в него има български учители, които преподават на учениците си български език. През 1921 г. кметството на село Камено взима решение да се построи училищна сграда с 12 класни стаи, която отваря врати през 1930 г. и приема името на българския поет и революционер Христо Ботев.